# إريك ليسينج
إريك ليسينج (بالألمانية: Erich Lessing)‏ (13 يوليو 1923 - 29 أغسطس 2018) هو مصور نمساوي، في عام 1955 أصبح عضوًا في صور ماجنم، وعمل مساهمًا بها منذ عام 1979. نُشرت صوره الخاصة بالشعراء والموسيقيين والفيزيائيين والفلكيين في حوالي 60 كتاب.

## روابط خارجية
- إريك ليسينج على موقع IMDb (الإنجليزية)
- إريك ليسينج على موقع مونزينجر (الألمانية)
- إريك ليسينج على موقع ميوزك برينز (الإنجليزية)
- إريك ليسينج على موقع ديسكوغز (الإنجليزية)

- الموقع الرسمي